# Mamadou Saliou Diallo (ministre)
Pour les articles homonymes, voir Mamadou Saliou Diallo et Diallo.
Mamadou Saliou Diallo est un gynécologue et professeur guinéen, décédé le 20 janvier 2013. Il a été ministre de la Santé de la République de Guinée à partir de 2002.